# Union Gelsenkirchen
Union Gelsenkirchen war ein Sportverein aus dem Gelsenkirchener Stadtteil Ückendorf. Die erste Fußballmannschaft spielte ein Jahr in der Gauliga Westfalen.

## Geschichte
Der Verein entstand im Mai 1910 durch die Fusion der Vereine Viktoria Gelsenkirchen-Neustadt und Germania Ückendorf. Im Jahre 1922 gewann Union die Emscherkreismeisterschaft und schaffte den Aufstieg in die höchste Spielklasse. Ein Jahr später errichtete der Verein das Stadion im Südpark und traf zur Eröffnung in einem Freundschaftsspiel auf die SpVgg Fürth. 1931 erreichte Union die Endrunde um die Westdeutsche Meisterschaft. Dabei profitierte der Verein davon, dass der Lokalrivale FC Schalke 04 wegen der Berufsspieleraffäre gesperrt wurde. In der Vorrundengruppe 1 belegte Union den vierten und letzten Platz. Zwei Jahre später wurde der Verein nicht in die neu geschaffene Gauliga Westfalen aufgenommen.
Im Jahre 1938 verpasste die Mannschaft den Gauligaaufstieg, nachdem sie in der Aufstiegsrunde mit einem Punkt Rückstand auf Preußen Münster Zweiter wurde. Zwei Jahre später konnte sich Union in der Aufstiegsrunde durchsetzen. Als Vorletzter stieg die Mannschaft sofort wieder ab. Gegen den Lokalrivalen Schalke 04 verlor Union zu Hause mit 1:7. Eine Rückkehr in die Gauliga gelang nicht. Nach dem Ende des Zweiten Weltkriegs wurde Union in die Landesliga Westfalen aufgenommen. Als Achter der Saison 1946/47 verpasste die Mannschaft die Qualifikation für die neu geschaffene Oberliga West.
Zwei Jahre in der Landesliga folgten, ehe Union im Jahre 1949 zu den Gründungsmitgliedern der II. Division West gehörte. Dort wurde die Mannschaft Tabellenletzter. Aus finanziellen Gründen fusionierte Union am 30. Juni 1950 mit dem Lokalrivalen Alemannia Gelsenkirchen zu Eintracht Gelsenkirchen.